# Nassarawa
L'État de Nassarawa  (ou Nasarawa) est un État du Nigeria. Il a été créé le 1er octobre 1996.
Il est issu de la scission de l'État du Plateau aujourd'hui voisin, qui contenait auparavant leurs deux territoires et a pour capitale Lafia.

## Géographie
L'État de Nassarawa est bordé par les États de Kaduna au nord, de Taraba et de Plateau à l'est, de Benue et de Kogi au sud, et le Territoire de la capitale fédérale à l'ouest.
Il comprend 13 zones de gouvernement local (LGA) :
- Akwanga
- Awe
- Doma
- Karu
- Keana
- Keffi
- Kokona
- Lafia
- Nasarawa
- Nasarawa Egon
- Obi
- Toto
- Wamba

## Culture

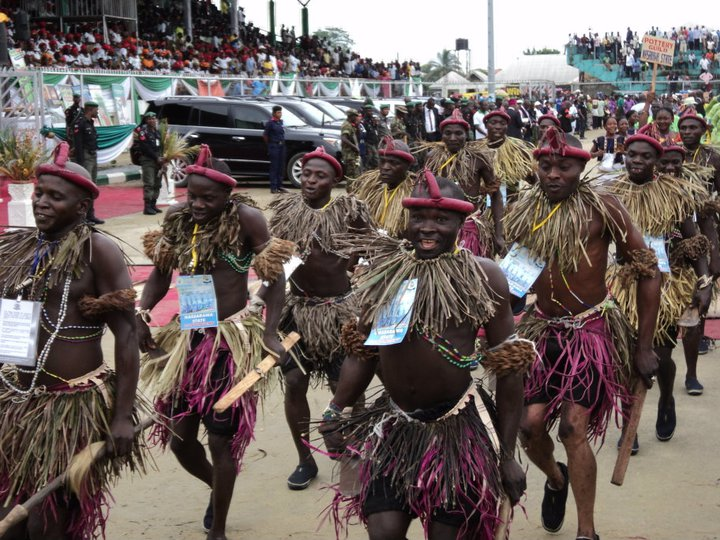
Délégation de l'État de Nassarawa lors d'un festival culturel.